# Бенетти, Рамиро
Рами́ро Моше́н Бене́тти, более известный как просто Рамиро (порт. Ramiro Moschen Benetti; 22 мая 1993, Грамаду, штат Риу-Гранди-ду-Сул) — бразильский футболист итальянского происхождения, выступающий на позиции полузащитника за клуб «Крузейро».

## Биография
Спортивная карьера Рамиро началась в мини-футболе, популярном на юге Бразилии, но в 2005 году он попал в юношескую академию футбольного «Жувентуде». В основном составе команды из Кашиас-ду-Сул он дебютировал в 2011 году. С «Жуве» молодой футболист провёл 21 матч в двух розыгрышах Лиги Гаушу и Серии D, а в 2012 году сыграл три матча в Кубке Бразилии. По окончании сезона 2012 Рамиро перешёл в «Гремио».
При Вандерлее Лушембургу Рамиро не часто появлялся в основе «мушкетёров», но всё изменилось с приходом на тренерский пост Ренато Гаушу, который стал чаще доверять новичку место в основе. К конце чемпионата Бразилии 2013 Рамиро стал лидером команды и по числу сыгранных матчей был на одном уровне с такими опытными игроками, как Зе Роберто, Соуза и Кристиан Риверос. 17 августа Рамиро забил свой первый мяч за «Гремио» и помог одержать важнейшую победу в гостях над «Васко да Гамой» — 3:2. По итогам чемпионата «Гремио» занял второе место и заработал путёвку в розыгрыш Кубка Либертадорес.
В 2014 году Рамиро продолжил играть важную роль в тактической схеме «Гремио», помог команде выйти в 1/8 финала Кубка Либертадорес из «группы смерти», где также играли уругвайский «Насьональ», аргентинский «Ньюэллс Олд Бойз» и колумбийский «Атлетико Насьональ». В первом раунде плей-офф команда уступила будущему победителю турнира «Сан-Лоренсо».
Перед началом сезона 2015 Рамиро получил серьёзную травму и до конца года сыграл только в 13 матчах за команду. В 2016 году Рамиро удалось вновь набрать форму и вернуться в основу. Он сыграл важную роль в завоевании командой Кубка Бразилии. В конце года он продлил контракт с «Гремио».
В 2017 году Рамиро резко увеличил свою результативность. Если за предыдущие четыре года в различных турнирах он забил за «трёхцветных» восемь голов, то за неполный 2017 год отличился 11 раз. В розыгрыше Кубка Либертадорес Рамиро Бенетти сыграл в 12 из 14 матчей своей команды (и забил один гол), которая в третий раз в своей истории завоевала этот трофей.
В 2018 году помог «Гремио» выиграть чемпионат штата, завоевать Рекопу и дойти до полуфинала Кубка Либертадорес, где «трёхцветные» уступили аргентинскому «Ривер Плейту» только за счёт правила гола, забитого на чужом поле.
В январе 2019 года Рамиро перешёл в «Коринтианс».

## Титулы
- Чемпион штата Сан-Паулу (1): 2019
- Чемпион штата Риу-Гранди-ду-Сул (1): 2018
- Чемпион Кубка Бразилии (1): 2016
- Обладатель Рекопы (1): 2018
- Обладатель Кубка Либертадорес (1): 2017